# Thelypteris beckeriana
Thelypteris beckeriana är en kärrbräkenväxtart som beskrevs av F.B.Matos, A. R. Sm. och Labiak. Thelypteris beckeriana ingår i släktet Thelypteris och familjen Thelypteridaceae. Inga underarter finns listade.